# Cantonul Laroquebrou
Cantonul Laroquebrou este un canton din arondismentul Aurillac, departamentul Cantal, regiunea Auvergne, Franța.

## Comune
| Comune                 | Populație (1999) | Cod poștal | Cod INSEE |
| ---------------------- | ---------------- | ---------- | --------- |
| Arnac                  | 173              | 15150      | 15011     |
| Ayrens                 | 494              | 15250      | 15016     |
| Cros-de-Montvert       | 225              | 15150      | 15057     |
| Glénat                 | 223              | 15150      | 15076     |
| Lacapelle-Viescamp     | 434              | 15150      | 15088     |
| Laroquebrou            | 1.080            | 15150      | 15094     |
| Montvert               | 115              | 15150      | 15135     |
| Nieudan                | 105              | 15150      | 15143     |
| Rouffiac               | 237              | 15150      | 15165     |
| Saint-Étienne-Cantalès | 157              | 15150      | 15182     |
| Saint-Gérons           | 177              | 15150      | 15189     |
| Saint-Santin-Cantalès  | 316              | 15150      | 15211     |
| Saint-Victor           | 127              | 15150      | 15217     |
| Siran                  | 529              | 15150      | 15228     |